# José Arturo Rivas
José Arturo Rivas Mortera (* 18. Oktober 1984 in Coatzacoalcos, Veracruz) ist ein ehemaliger mexikanischer Fußballspieler, der auf der Position eines Verteidigers agierte.

## Laufbahn
Rivas begann seine Profikarriere bei den Delfines de Coatzacoalcos. Anschließend wechselte er zum CD Zacatepec, bei dem er einen Großteil der Saison 2003/04 verbrachte. Von den Cañeros wechselte er zu den UANL Tigres, mit denen er bereits dreimal die mexikanische Fußballmeisterschaft und in der Clausura 2014 den Pokalwettbewerb gewann. Außerdem erreichte er mit den Tigres die Finalspiele der Copa Libertadores 2015, die gegen den argentinischen Rekordmeister River Plate verloren wurden. Bis zu seinem Karriereende 2019 blieb er beim Verein; in den letzten beiden Jahren war an die Tiburones Rojos ausgeliehen. 

## Erfolge
- Mexikanischer Meister: Apertura 2011, Apertura 2015, Apertura 2016
- Mexikanischer Pokalsieger: Clausura 2014